# Emblema dello Sri Lanka
L'Emblema nazionale dello Sri Lanka è utilizzato dallo Stato dello Sri Lanka e dal governo dello Sri Lanka in relazione all'amministrazione e al governo del paese. L'attuale emblema è in uso dal 1972, ed è stato creato sotto le idee e la guida di Nissanka Wijeyeratne. All'epoca era Segretario Permanente del Ministero per i Beni e le Attività Culturali e Presidente del Comitato Nazionale Stemmi e Bandiere. Il progettista dell'emblema era Mapalagama Wipulasara Maha Thera, e l'opera d'arte era di SM Seneviratne.
Lo stemma presenta un leone d'oro passante, che tiene una spada nella zampa anteriore destra (lo stesso leone nella bandiera dello Sri Lanka) al centro su uno sfondo marrone rossiccio circondato da petali dorati di un loto blu, il fiore nazionale del paese. Questo è posto sopra un tradizionale vaso di grano che germoglia fasci di chicchi di riso che circondano il confine riflettendo la prosperità.
Lo stemma è il Dharmachakra, che simboleggia il luogo più importante del paese per il buddismo e il giusto governo. I simboli araldici tradizionali singalesi per il sole e la luna formano i sostenitori. Sole, Luna e Leone raffigurano il Buddha; i simboli hanno meno importanza della ruota del carro del buddismo inglese, quindi è in grande discordanza con le Scritture nazionali.

## Emblemi storici

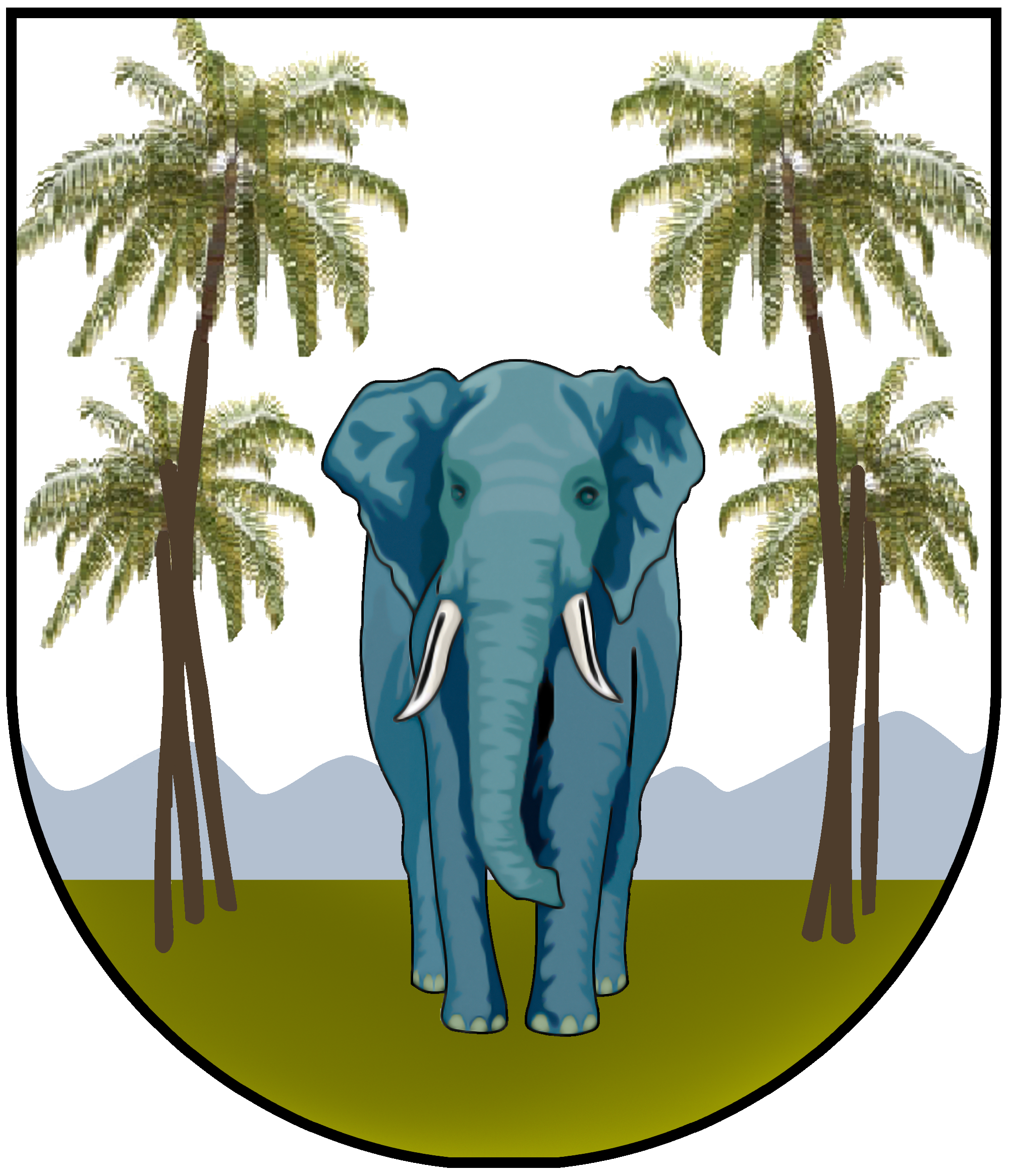
Stemma del Ceylon portoghese (intorno al 1505–1658)
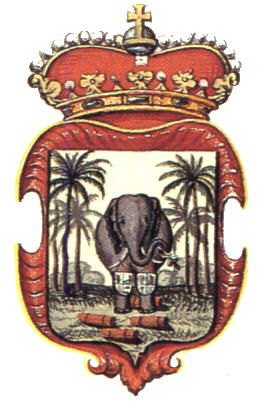
Stemma del Ceylon olandese (1602–1796)
Primo stemma del Celylon britannico
Secondo stemma del Celylon britannico (1875–1948)
Primo stemma del Dominion di Ceylon (1948–1954)
Emblema del Dominion di Ceylon (1952–1972)